# Grevskabet Jarlsberg
Grevskabet Jarlsberg var en af kun to grevskaber oprettet i Norge, der indgik i dobbeltmonarkiet Danmark-Norge.
Centrum for grevskabet var Jarlsberg Hovedgård, blev anlagt som Griffenfeldgård (også skrevet Griffenfeldtgård og Griffenfeld gård) hvor den gamle kongsgård og lensherreresidens Sem hovedgård havde ligget, 3 km nordvest for Tønsberg by. Griffenfeld faldt i 1676. Christian 5. lod da sin halvbror, Ulrik Frederik Gyldenløve overtage godset. I september 1683 solgte Gyldenløve til den tyske adelsmand baron Gustav Wilhelm von Wedel, som blev ophøjet i den dansk-norske lensgrevestand 4. januar 1684. Von Wedel er stamfar for slægten Wedel-Jarlsberg. Bestemmelser i Norges adelslov medførte at grevskabet siden 1842 er blevet betegnet som stamhus. Stamhuset, som er Norges eneste, er stadig i slægtens besiddelse. 
Stamhusbesidderen er dansk lensgreve. Han er den eneste lensgreve, som stadig besidder sit majorat.

## Besiddere af lenet
- 1673-1676 Peder Griffenfeld
- 1676-1683 Ulrik Frederik Gyldenløve
- 1683-1717 Gustav Wilhelm von Wedel
- 1717-1738 Frederik Anton Wedel-Jarlsberg
- 1738-1776 Frederik Christian Otto Wedel-Jarlsberg
- 1776-1811 Frederik Anton Wedel-Jarlsberg
- 1811-1840 Johan Caspar Herman Wedel-Jarlsberg
- 1840-1893 Peder Anker Wedel-Jarlsberg

59°22′41″N 10°18′38″Ø / 59.378055555556°N 10.310555555556°Ø